# Biblia picta

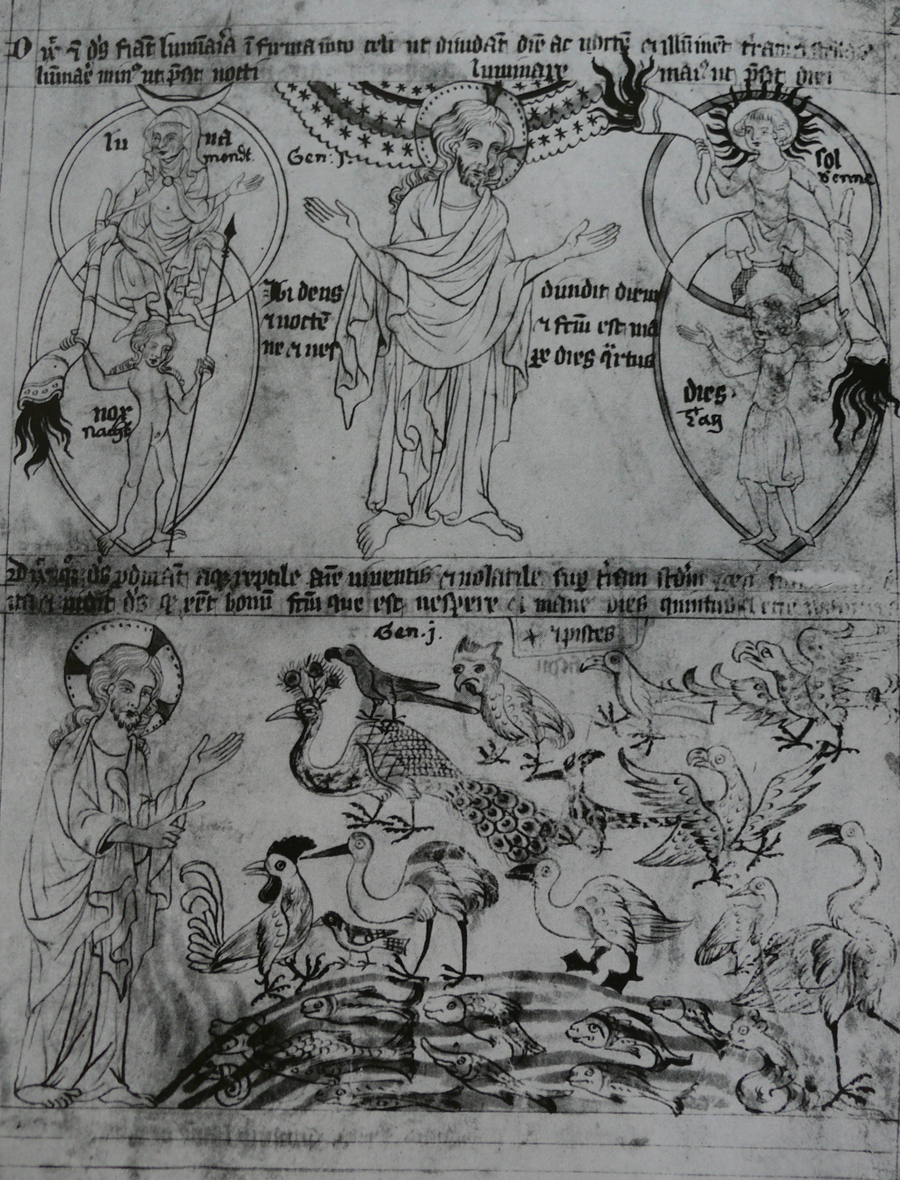
Xilografía que describe el relato bíblico de la creación del mundo

En la Edad Media se denominaba Biblia picta (en latín, ‘Biblia dibujada’) a las primeras Biblias que incluyeron xilografías (ilustraciones grabadas en el papel).
La Biblia picta o Biblia de Velislao es un manuscrito iluminado de 1325-1349.  El texto se limita a breves títulos o descripciones de las 747 imágenes del Antiguo y del Nuevo Testamento, de los escritos sobre el Anticristo y de las leyendas de los santos, especialmente de San Wenceslao. Por lo tanto, es un ejemplo de una Biblia pauperum, aunque no en la forma típica, que tiene muchas más imágenes. La mayoría de las iluminaciones son sólo en tinta, aunque se utiliza algo de color.
El manuscrito tiene 188 folios en pergamino, con un tamaño de página de 307 x 245 mm. Se encuentra en la Biblioteca Nacional Checa (Národní knihovna Ceské republiky), Praga. El códice fue creado por varios artistas probablemente para Velislav el Canónigo (m. 1367), el notario de Juan I de Bohemia y su hijo Carlos IV, Emperador del Sacro Imperio Romano Germánico, ambos con sede en Praga. 